# Hidalgo: La historia jamás contada
Hidalgo: La historia jamás contada es una película mexicana de 2010 dirigida por Antonio Serrano Argüelles. Acerca de la vida amorosa de Miguel Hidalgo y Costilla, antes de su participación en la Guerra de Independencia de México. Fueron los inminentes festejos del Bicentenario de la independencia mexicana los que inspiraron a Serrano a realizar la película, la cual se estrenó en la Ciudad de México el 16 de septiembre de 2010, al día siguiente de los festejos por el Bicentenario.

## Argumento
Chihuahua, 1811. Tras ser arrestado en Acatita de Baján por las fuerzas realistas, para luego ser degradado de su condición sacerdotal y expulsado de la Iglesia, Miguel Hidalgo languidece en una celda de un excolegio de los Jesuitas. Allí empieza a recordar sus años de juventud.
Luego de ser rector del Colegio de San Nicolás Obispo, y como castigo por sus ideas progresistas, Hidalgo es obligado a abandonar a su mujer e hijos y es enviado por la autoridad eclesiástica a un pequeño pueblo: San Felipe Torres Mochas. Pero la transición no será nada fácil, porque incluso hasta aquel recóndito lugar, su fama de bebedor, mujeriego, dicharachero y liberal le precede y le gana algunos enemigos entre la facción más tradicional y puritana de la localidad.

## Elenco
- Demián Bichir como Miguel Hidalgo y Costilla.
- Ana de la Reguera como Josefa Quintana.
- Cecilia Suárez como Amadita.
- Miguel Rodarte como José Santos Villa.
- Flavio Medina como José Mariano de Abasolo.
- Carolina Politti como Isabel Berenguer.
- Andrés Palacios como José María Morelos y Pavón.
- Juan Carlos Colombo como Obispo.
- Plutarco Haza como Cautivo español.
- Odiseo Bichir como Padre Urquiza.
- Raúl Mendéz como Ignacio Allende.
- Marco Antonio Treviño como Manuel Abad y Queipo.
- Silvia Eugenia Derbéz como Manuela Pichardo.
- Néstor Rodulfo como Marroquín.
- Pablo Viña como Ángel Abella.
- Juan Ignacio Aranda como José.
- Antonio Gaona como López.
- Yurem Rojas como Hidalgo (14 años).
- Beatriz Cecilia como Condesa de Salazar.
- Mar Saura como Marquesa de Villavicencio.
- Ilse Salas como María Vicenta.
- Aminta Ireta como Agustina.

## Producción
El sitio web de El Informador informó que la película tuvo que recorrer los estados de Guanajuato, San Luis Potosí y Michoacán. En esta última ciudad, el gobierno apoyó a la película en la eliminación de los postes y la clausura de las calles para que representara mejor el siglo XIX.
El arte de Hidalgo: La historia jamás contada fue la responsabilidad de Brigitte Broch, ganadora del Óscar por su trabajo en la película de Amor en Rojo (Moulin Rouge!). El álbum fue producido por Astillero Films y es el ganador del proyecto del Bicentenario de CONACULTA.
La actriz Ana de la Reguera dijo que: "Me gusta demostrar que (Hidalgo) era un hombre como cualquier otro, tenía sus debilidades y le gustaban las mujeres."

### Taquilla
El diario de El Economista publicó en su sitio web, la película dirigida por Antonio Serrano recogió 500 ejemplares en la República Mexicana, es decir, si se tiene en cuenta se pueden demostrar en más de una habitación. El presidente del 20th Century Fox, Eduardo Echevarría, dijo que: "Estamos hablando de uno de los mayores lanzamientos de todos los tiempos en cuanto al número de ejemplares, con una campaña fuerte por detrás" y es la historia del cura Hidalgo que dijo "que la gente no lo sabe."

## Diseño de producción
Diseño de Producción por la ganadora al premio de la academia Brigitte Broch.

## Música
La banda sonora de la película fue compuesta por Alejandro Giacomán, y obtuvo el Premio Ariel 2010 a la mejor música.

## Secuela
En 2012 fue estrenada una secuela también producida por Antonio Serrano, llamada Morelos, en la cual José María Morelos toma el protagonismo.